# Rokicie (powiat płocki)
Rokicie – wieś w Polsce położona w województwie mazowieckim, w powiecie płockim, w gminie Brudzeń Duży.
Na terenie wsi utworzono dwa sołectwa Rokicie I i Rokicie II.
Sąsiaduje z Uniejewem i Myśliborzycami.
| SIMC    | Nazwa           | Rodzaj                          |
| ------- | --------------- | ------------------------------- |
| 1059231 | Gospodarze      | część wsi (zniesiona w 2023 r.) |
| 1059716 | Rokicie-Kolonia | część wsi (zniesiona w 2023 r.) |

W latach 1975–1998 miejscowość należała administracyjnie do województwa płockiego.
We wsi znajduje się parafia pw. św. Małgorzaty.
Rokicie położone jest nad Wisłą, ok. 20 km na zachód od Płocka. Miejscowość położona jest na historycznej ziemi dobrzyńskiej.
Przez centrum Rokicia przebiega droga wojewódzka nr 562 łącząca Szpetal Górny z Płockiem, oraz droga doprowadzająca do Gorzechowa.

## Zabytki
- Kościół ceglany pw. śś. Piotra i Pawła z 2. ćw. XIII wieku w stylu późnoromańskim – najstarsza murowana budowla znana i zachowana na terenie ziemi dobrzyńskiej. Pierwotne wezwanie św. Małgorzaty. W 1783 restaurowany. W 1896 zbudowano chór muzyczny i zmieniono kształt otworów okiennych.